# Gravenkasteel van Rochefort

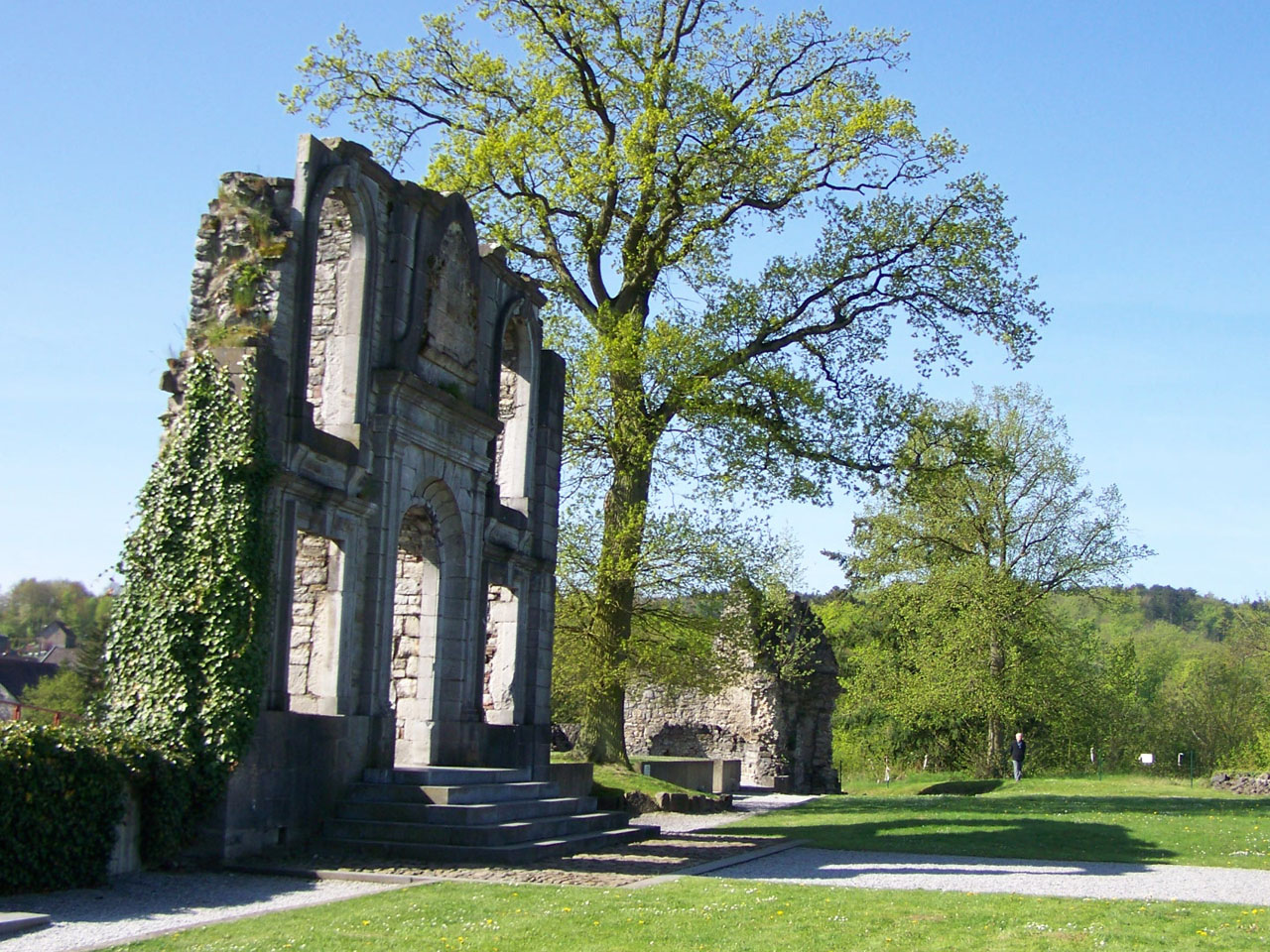
Gravenkasteel Rochefort, restant muur

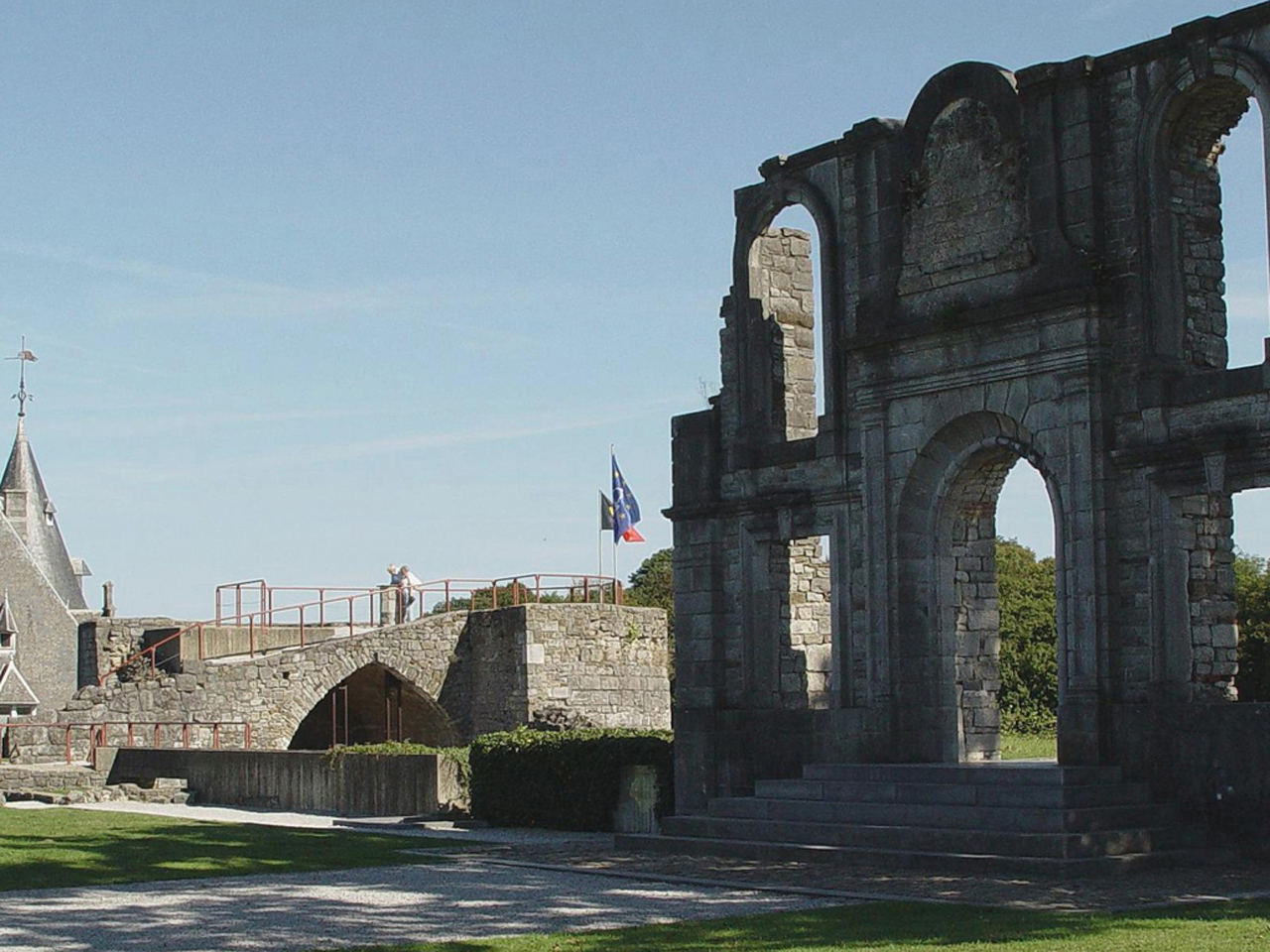
Gravenkasteel Rochefort, restant muur

Het Gravenkasteel, Château Comtal de Rochefort, was een keizerlijk leengoed in de Belgische plaats Rochefort. Het was het centrum van het graafschap Rochefort.
Aan het eind van de 11e en het begin van de 12e eeuw lieten de eerste heren, de Montaignu's, op een afgesloten heuveltop een vesting bouwen, waarvan alleen de oudste muren en de donjon over zijn gebleven. Deze burcht zou haar naam geven aan het gehucht dat onderaan de vesting ontstond.
Rochefort is immers afgeleid van ‘Rocha Fortis’, versterkte burcht. In deze burcht verbleven achtereenvolgens tal van dynastieën (Montaignu, de Duras’, Walcourt, De La Marck, Stolberg en Löwenstein), die de vesting mettertijd nog versterkten. Vanwege de strategische ligging werd het kasteel herhaaldelijk belegerd. De heren lieten zich graaf van Rochefort noemen en waren voor het grootste deel van hun grond leenman van de graaf van Luxemburg. In 1285 verleende Thierry van Walcourt de oorkonde aan de burgers. Hij maakte de snel groeiende stad politiek onafhankelijk. Het wapenschild van de familie Walcourt werd meteen ook dat van Rochefort, voortaan een versterkte stad bewoond door burgers met privileges. De meeste woningen stonden op zichzelf en hadden muren in vakwerk. In de loop van de 18e eeuw liet Jean-Ernest de Löwenstein, bisschop van Doornik en prins-abt van het Abdijvorstendom Stavelot-Malmedy, het kasteel ombouwen tot paleis. Rochefort, hoofdstad van een machtig graafschap, met een hooggerechtshof, een feodaal hof en een allodiaal hof, was uitgegroeid tot een administratief en in sommige gevallen ook een gerechtelijk centrum. In 1732 evenwel kwamen het kasteel en de gronden na een beslissing van het keizerlijk hof toe aan de familie Stolberg. De telgen van deze familie trokken met al hun bezittingen terug naar Duitsland toen de inwoners van Rochefort –als teken des tijds en met de steun van de Franse bezetter- de landsheerlijke macht verwierpen.
Na 1795 werden de bezittingen van de geestelijkheid en de adel door de Fransen onteigend. Het kasteel werd verkocht als nationaal bezit en gedegradeerd tot steengroeve. Hier werd het materiaal bovengehaald voor de bouw van diverse woningen in de stad en van het kasteel Cousin. Dit neogotische bouwwerk werd in 1906 door ingenieur Emile Cousin opgetrokken op een deel van het vroegere kasteel. Momenteel sinds 2010 is hier een internaat van het Koninklijk Atheneum gevestigd. De overblijfselen, in 1966 en 1971 geklasseerd als landschap en monument, behoren toe aan de Franse Gemeenschap die ze in 1987 kon openstellen voor het publiek, dankzij de VZW “Les Amis du Château Comtal”. Door opeenvolgende opgravingen tracht men de resten uit de 11e tot en met de 18e eeuw opnieuw tot leven te brengen. Vanaf deze hoogte kan men genieten van een schitterend panorama op Rochefort en de Famenne.